# Titularbistum Thermae Basilicae
Thermae Basilicae (ital.: Terme) ist ein Titularbistum der römisch-katholischen Kirche.
Es geht zurück auf einen untergegangenen Bischofssitz in der gleichnamigen antiken Stadt, die in der römischen Provinz Cappadocia Secunda lag.
| Titularbischöfe von Thermae Basilicae |                                                     |                                                                           |                   |                    |
| Nr.                                   | Name                                                | Amt                                                                       | von               | bis                |
| 1                                     | Antonio Prada Sandoval y Rojas                      |                                                                           | 13. Juni 1714     |                    |
| 2                                     | Joseph Albert de Gaston de Pollier                  |                                                                           | 20. März 1780     |                    |
| 3                                     | Francesco Vanni CRth                                |                                                                           | 24. Juli 1786     | 30. März 1789      |
| 4                                     | Philipp Anton Schmidt SJ                            | Weihbischof in Speyer (Deutschland)                                       | 29. März 1790     | 13. September 1805 |
| 5                                     | Ján Baptist Richolosky                              | Weihbischof in Prag (Tschechien)                                          | 11. Januar 1808   |                    |
| 6                                     | Samuel Eccleston PSS Titularerzbischof pro hac vice | Koadjutorerzbischof von Baltimore (USA)                                   | 4. März 1834      | 19. Oktober 1834   |
| 7                                     | Francesco Maccarone                                 | Koadjutorbischof von Boiano (Italien)                                     | 12. März 1877     | 19. März 1879      |
| 8                                     | Gaetano Ratta                                       | Weihbischof in Bologna (Italien)                                          | 15. Mai 1879      |                    |
| 9                                     | Luigi Canestrari                                    |                                                                           | 15. Januar 1886   |                    |
| 10                                    | Joseph-Marie-François-Xavier Métreau                | Weihbischof in Tours (Frankreich)                                         | 15. Januar 1912   | 6. August 1913     |
| 11                                    | José Calixto Gregoria Romero y Juárez               | Weihbischof in Salta (Argentinien)                                        | 18. Februar 1914  | 29. Oktober 1914   |
| 12                                    | Luigi Capotosti Titularerzbischof pro hac vice      | Sekretär der Kongregation für den Gottesdienst und die Sakramentenordnung | 22. Januar 1915   | 21. Juni 1926      |
| 13                                    | Eduardo Parente                                     | Weihbischof in Capua (Italien)                                            | 4. August 1926    | 25. September 1935 |
| 14                                    | Angelo Giuseppe Jelmini                             | Apostolischer Administrator von Lugano (Schweiz)                          | 16. Dezember 1935 | 24. Juni 1968      |